# Académie de philatélie de Belgique
L’Académie de philatélie de Belgique (Belgische Akademie voor Filatelie en néerlandais) est une association belge qui œuvre au développement de la philatélie et des études philatéliques. Elle est créée le 25 mars 1966 sur une initiative de Lucien Herlant, Raoul Hubinont et Gaston Trussart, président de la Fédération royale des cercles philatéliques de Belgique. Son siège est à Bruxelles.
Elle compte trente membres titulaires, trente membres correspondants, tous de nationalité belge. Des étrangers peuvent être nommés sur le statut de correspondant étranger. Les membres sont nommés par cooptation.
Un timbre-poste a été émis en 2006 par la poste belge pour le quarantième anniversaire de l'Académie.